# Чемпионат Москвы по футболу 1910
Чемпионат Москвы по футболу 1910 стал первым официальным первенством, организованным Московской футбольной лигой (МФЛ).
Турнир главных команд (в данном сезоне — «первая категория») сохранил наименование и приз (кубок) прошлогоднего неофициального чемпионата, и в дальнейшем весь период существования МФЛ (до 1923 года) носил название Кубок Фульда.
Чемпионом впервые стал клуб КС «Орехово».

## Организация и проведение турнира
Чемпионат проводила Московская футбольная лига, устав которой был зарегистрирован 21 декабря 1909 года, а учредительное собрание представителей всех девяти клубов-основателей состоялось 12 июня 1910 года (председателем комитета лиги был избран А. П. Мусси).
С самого начала существования МФЛ взяла курс на привлечение в московский футбол всех имеющихся сил и ресурсов, что вело к более широкому представительству клубов и демократизации. Это вызвало определённые трения с англичанами из «Британского» КС, считавшего футбол все же игрой для сравнительно узкого круга «джентльменов». Разногласия были достаточно принципиальны и в конечном итоге привели к выходу «Британского» КС из состава участников чемпионата (британцы, однако, проводили в каждый календарный день турнира товарищеский матч (как правило, со «свободной» в этом туре командой) и фактически выступали в турнире «вне зачета»; в этих матчах они неизменно выигрывали, разгромив и новоявленных чемпионов «морозовцев» в последнем матче 6:0 — в ответ на первое в своей истории поражение от русской команды 8 августа в Орехово 0:4). Также уклонился от участия и клуб «Мамонтовка», руководство которого считало недопустимым сам факт соревновательности в футболе, предпочитая лиговым матчам тренировки и товарищеские встречи (такой подход был довольно популярен в те годы: известнейший английский любительский клуб «Коринтиан», один из сильнейших в Британии (одно время являлся базовым для сборной Англии), вызвавший в то время в мире многочисленные подражания, также принципиально не участвовал в соревновательных матчах).
Все участвующие команды были разделены по уровню на три категории, для каждой из которых разыгрывался свой кубок (по имени пожаловавшего его мецената): Кубок Фульда для I (высшей) категории, Кубок Вашке (по имени спортивного деятеля и футболиста А. И. Вашке) для II категории, Кубок Миндера (в честь первого председателя футбольного клуба «Унион» П. Ф. Миндера) для III категории. Всего на трех соревновательных уровнях участвовали 15 команд, представлявшие 8 клубов.
В I категории выступали 5 команд:
- КС «Орехово»
- «Сокольнический» КС
- «Замоскворецкий» КС
- «Унион»
- КФ «Сокольники»

Хотя это был первый опыт МФЛ в проведении турниров, чемпионат был организован и проведен практически безупречно: 15 июля на заседании комитета лиги с участием капитанов команд был составлен подробный календарь (с учётом «окон» для матчей сборной) двухкругового турнира, который был опубликован и выполнялся практически без изменений. Турнир достаточно широко (для тех лет, разумеется) анонсировался и освещался в прессе, матчи собирали значительные по тем временам аудитории до 2-3 тысяч зрителей (в Орехово — и по 10 тысяч), что приносило существенный доход — в общем, МФЛ преуспела в стремлении сделать чемпионат заметным событием в спортивной жизни города.

## Ход турнира (I категория)
Чемпионат стартовал 15 августа. Игры прошли в два круга.
Борьба за чемпионство велась между КС «Орехово» и «Сокольническим» КС. После первого круга СКС лидировал со стопроцентным результатом, уверенно победив «морозовцев» на своем поле 6:2. Однако затем команда растеряла преимущество: сначала дома уступила «Замоскворецкому» КС 3:5 (ведя 3:0), а затем в Орехово была буквально «смята» КСО — 2:7 (СКС подал протест на судейство этого матча ореховским судьей Олдфилдтом, который лига отклонила). Этот матч сделал чемпионом КС «Орехово»; «Сокольнический» КС же проиграл в последний день ещё и «Униону», одержавшему первую победу в чемпионатах после одиннадцати поражений кряду.

### Турнирная таблица
| № | Команды             | 1       | 2       | 3       | 4       | 5       | В | Н | П | М       | О  |
| - | ------------------- | ------- | ------- | ------- | ------- | ------- | - | - | - | ------- | -- |
|   | КС «Орехово»        |         | 7:2 2:6 | 4:0 5:1 | 7:0 8:1 | 7:2 3:2 | 7 | 0 | 1 | 43 — 14 | 14 |
|   | «Сокольнический» КС | 6:2 2:7 |         | 4:2 3:5 | 6:0 6:3 | 8:4 1:2 | 5 | 0 | 3 | 36 — 25 | 10 |
|   | «Замоскворецкий» КС | 1:5 0:4 | 5:3 2:4 |         | 3:3 5:1 | 6:0 5:3 | 4 | 1 | 3 | 27 — 23 | 9  |
| 4 | КФ «Сокольники»     | 1:8 0:7 | 3:6 0:6 | 1:5 3:3 |         | 8:0 2:1 | 2 | 1 | 5 | 18 — 36 | 5  |
| 5 | «Унион»             | 2:3 2:7 | 2:1 4:8 | 3:5 0:6 | 1:2 0:8 |         | 1 | 0 | 7 | 14 — 40 | 2  |
| * | «Британский» КС     | 6:0     | 4:2     | 15:0    | 6:3     | 8:1     |   |   |   |         |    |

### Матчи
| 15 авг | КФ «Сокольники» | 8:0 | «Унион» | Москва                                  |
| |                 |     |         | Стадион: поле «Униона» Судья: К.Бертрам |
| КФ «Сокольники»: Гальперин - Слепнев, Филиппов-I - Максин, Силуанов, Вашке - А.Филиппов-II, М.Филиппов-III, Курехин, Житарев, Васильев «Унион»: Н.Ильин - Гольц, Бэзиг - Невежин, Александров, Фильденгауэр - Казанов, Ильин-II, Поляков, Зейдель, Тамман |                 |     |         |                                         |

| 15 авг | КС «Орехово» | 4:0 | «Замоскворецкий» КС | Орехово-Зуево                                                      |
|        |              |     |                     | Стадион: поле КСО Зрителей: 10 000 Судья: Олдфилдт (Орехово-Зуево) |

| 22 авг | «Сокольнический» КС        | 6:2 | КС «Орехово»  | Москва                                                 |
| | - Л.Смирнов 3′ - 1Т'(пен.) |     | - 1:1′ - 1:2′ | Стадион: поле СКС Зрителей: 1 000 Судья: Роб.Вертцелли |
| «Сокольнический» КС: Кудрявцев - Ромм, Пампель - Жилин, В.Иванов, Константинович - Руд.Вентцелли, Горелов, А.Скорлупкин, В.Серпинский, Л.Смирнов КС «Орехово»: Н.Макаров-I - Макаров-II, В.Мишин-I - А.Акимов, Дж.Чарнок, Савинцев - Томлинсон, Бонд, А.Кынин-II, Кононов, А.Мишин-II |                            |     |               |                                                        |

| 22 авг | «Замоскворецкий» КС | 3:3 | КФ «Сокольники» | Москва                                                 |
| | - В.Сысоев          |     |                 | Стадион: поле «Униона» Зрителей: ~ 1 000 Судья: Китрих |
| «Замоскворецкий» КС: Грунди - Лебедев, Николаев - Филатов-II, Трипп, Мартынов - Филатов-I, В.Сысоев, Говард, Гольдин, Белл КФ «Сокольники»: Гальперин - Слепнев, Филиппов-I - Максин, Силуанов, Вашке - А.Филиппов-II, М.Филиппов-III, Курехин, Житарев, Васильев |                     |     |                 |                                                        |

| 29 авг | «Сокольнический» КС | 4:2 | «Замоскворецкий» КС | Москва                            |
|        |                     |     |                     | Стадион: поле СКС Зрителей: 2 000 |

| 29 авг | КС «Орехово» | 3:2 | «Унион» | Москва                                  |
|        |              |     |         | Стадион: поле «Униона» Зрителей: ~2 000 |

| 5 сен | «Сокольнический» КС | 8:4 | «Унион» | Москва            |
|       |                     |     |         | Стадион: поле СКС |

| 5 сен | КС «Орехово» | 5:1 | «Замоскворецкий» КС | Москва                                      |
|       |              |     |                     | Стадион: поле «Униона» Судья: Роб.Вентцелли |

| 8 сен | «Сокольнический» КС | 6:0 | КФ «Сокольники» | Москва            |
|       |                     |     |                 | Стадион: поле СКС |

| 8 сен | КС «Орехово» | 7:2 | «Унион» | Орехово-Зуево                     |
|       |              |     |         | Стадион: поле КСО Зрителей: 6 000 |

| 19 сен | «Замоскворецкий» КС | 5:3 | «Сокольнический» КС | Москва                           |
|        |                     |     |                     | Стадион: поле СКС Судья: А.Шульц |

| 19 сен | КС «Орехово»                               | 8:1 | КФ «Сокольники»      | Москва                                |
|        | - В.Чарнок 5′ 11′ 13′ 32′ - А.Мишин-II 23′ |     | - 5:1′ А.Филиппов-II | Стадион: поле «Униона» Судья: Д.Бейнс |

| 26 сен | КС «Орехово» | 7:0 | КФ «Сокольники» | Орехово-Зуево     |
|        |              |     |                 | Стадион: поле КСО |

| 26 сен                                                                  | «Замоскворецкий» КС | 6:0 | «Унион» | Москва                                |
|                                                                         |                     |     |         | Стадион: поле «Униона» Судья: А.Шульц |
| «Замоскворецкий» КС: ... Белл · «Унион»: Н.Ильин - Зейдель, Бэзиг - ... |                     |     |         |                                       |

| 1 окт | «Замоскворецкий» КС | 5:3 | «Унион» | Москва                 |
|       |                     |     |         | Стадион: поле «Униона» |

| 1 окт | «Сокольнический» КС | 6:3 | КФ «Сокольники» | Москва                           |
|       |                     |     |                 | Стадион: поле СКС Судья: А.Шульц |

| 3 окт | КС «Орехово» | 7:2 | «Сокольнический» КС | Орехово-Зуево                                     |
|       | - В.Чарнок   |     |                     | Зрителей: ~10 000 Судья: Олдфилдт (Орехово-Зуево) |

| 3 окт | КФ «Сокольники» | 2:1 | «Унион» | Москва                                |
|       |                 |     |         | Стадион: поле «Униона» Судья: А.Шульц |

| 17 окт | «Унион» | 2:1 | «Сокольнический» КС | Москва                                |
|        |         |     |                     | Стадион: поле «Униона» Судья: Д.Бейнс |

| 17 окт | «Замоскворецкий» КС | 5:1 | КФ «Сокольники» | Москва            |
|        |                     |     |                 | Стадион: поле СКС |

### Матч «Чемпион — Сборная»
Погодные условия не позволили провести этот матч сразу после завершения первенства и он был сыгран в начале следующего сезона (весной 1911 года).
| 24 апр 1911 | КС «Орехово»     | 1:3     | Москва                       | Москва                                                |
| | - Томлинсон 1:3′ | (отчёт) | - 4′ Ромм - 0:2′ 0:3′ Говард | Стадион: поле «Униона» Зрителей: 1 000 Судья: А.Шульц |
| КС «Орехово»: Н.Макаров-I - Макаров-II, В.Мишин-I - А.Акимов, Маслов, Н.Кынин - Савинцев, Томлинсон, Кононов, Блинов, А.Мишин-II Москва: Н.Ильин - Ромм, Пампель - Филатов-II, Трипп, Константинович - А.Филиппов-II, М.Филиппов-III, Говард, В.Серпинский, Л.Смирнов |                  |         |                              |                                                       |

## Младшие категории

### Кубок Вашке (II категория)[9]
Победитель — МКЛ
2. «Вега» 3. «Сокольнический» КС — II 4. «Унион» — II 5. «Замоскворецкий» КС — II 6. «Новогиреево»

### Кубок Миндера (III категория)[10]
Победитель — «Замоскворецкий» КС — III
2. «Унион» — III 3. «Сокольнический» КС — III 4. МКЛ — II